# Rhénus Sport
Il Rhénus Sport è un impianto sportivo coperto di Strasburgo, Francia. Ha una capienza di 6 200 spettatori per le gare di pallacanestro. Ospita le partite interne della squadra di francese dello Strasbourg IG.

## Storia
Nel 1981 ospitò la finale della Coppa europea dei Campioni nella quale il Maccabi Tel Aviv sconfisse la Synudine Bologna 80-79. Nel febbraio 2006 vi si disputò l'incontro di Coppa Davis tra la Francia e la Svezia. Nel 2007 ospitò i campionati europei di sollevamento pesi.
Il 3 aprile 2009, il presidente Barack Obama vi tenne un discorso mentre era a Strasburgo per un summit.